# J-sol
Samuel Stephen Olatunbosun (Essex, 13 de diciembre de 1992) más conocido como J-Sol es un cantante, compositor, bailarín, actor y modelo (moda) británico que destaca por haber participado en la decimoquinta edición de The X Factor (Reino Unido).
Su emocionante actuación fue la que le hizo llegar tan lejos y la que conmocionó al jurado, entre ellos Louis Tomlinson.

## Infancia
J-Sol creció en Essex, es hijo de un predicador y creció en la Iglesia, lugar en el cual perfeccionó su conocimiento musical tocando la batería todos los domingos. Finalmente, él y sus hermanos se unieron al coro de Góspel de la iglesia, suceso que lo animó a seguir sus sueños y conseguir ser un cantante.

## Carrera Musical
Empezó en 2004, ingresando en Turbelle's Performing Arts School. Más tarde realizará un máster en baile especializado en Street Dance y Hip Hop  en TK SPIN.
Se graduó en teatro musical en BRIT School, escuela destacable por el nivel de éxito en algunos de sus alumnos, como Jessie J o Adele.
Tras la gran formación musical que recibió lanzó su primer single en 2012, Alien, una colaboración junto al rapero Cashtastic.
Seguidamente realizó su propio EP titulado Genesis, el cual consiguió estar en el número 10 en la lista de R&B de ITunes y el que cuenta con más de tres millones de reproducciones en Spotify.
Su estilo y voz le han llevado a poder trabajar con una serie de iconos que encabezan las listas de éxitos musicales, como Little Mix.
Retomando el momento en que audicionó en The X Factor (Reino Unido), J-Sol se presentó con una canción propia sobre su madre difunta, Bullet In My Heart. Él mismo afirma que de no ser por lo sucedido a su madre, no se hubiese presentado al concurso, "Siempre me ha aterrorizado entrar en este programa, pero recuerdo que mi madre me dijo que tenía que entrar en Factor X". 

### Baile
Además de su carrera como cantante, también ha sido un bailarín de gran fama. Su sitio web confirma que ha trabajado, coreografiado y bailado para una gran variedad de artistas famosos, incluidos Cherly y Dappy del grupo N-Dubz.

## Discografía

### Álbumes
| Título | Detalles                                                                                     |
| --- | -------------------------------------------------------------------------------------------- |
| Keep It on the Low (enlace roto disponible en Internet Archive; véase el historial, la primera versión y la última). | - Publicación: 11 de septiembre de 2015 - Sello: Sol Records - Formato: CD, descarga digital |
| Into the covers, Vol. 1                                                                                              | - Publicación: 3 de abril de 2016 - Sello: Sol Records - Formato: CD, descarga digital       |
| Into the covers, Vol. 2                                                                                              | - Publicación: 17 de julio de 2020 - Sello: Sol Records - Formato: CD, descarga digital      |

### Sencillos y EP
| Año  | Título |
| ---- | --- |
| 2012 | «Alien» (enlace roto disponible en Internet Archive; véase el historial, la primera versión y la última).                 |
| 2013 | «Treat her like a lady» (enlace roto disponible en Internet Archive; véase el historial, la primera versión y la última). |
| 2018 | «Sober» |
| 2018 | «Wish I Could» (enlace roto disponible en Internet Archive; véase el historial, la primera versión y la última).          |
| 2018 | «No Make Up» (enlace roto disponible en Internet Archive; véase el historial, la primera versión y la última).            |
| 2018 | «Do That» (enlace roto disponible en Internet Archive; véase el historial, la primera versión y la última).               |
| 2019 | «OMW (On My Way)» |
| 2019 | «Bullet in My Heart» |
| 2019 | «Missing Pieces» (enlace roto disponible en Internet Archive; véase el historial, la primera versión y la última).        |
| 2020 | «Changes» |
| 2020 | «Dance with my mother» (enlace roto disponible en Internet Archive; véase el historial, la primera versión y la última).  |
| 2020 | «Roll One» |
| 2020 | «Brain & Body» |
| 2020 | «Make Love» |
| 2020 | «Ready» (enlace roto disponible en Internet Archive; véase el historial, la primera versión y la última).                 |

## Top Videoclips
- OMW (2019)
- Bullet in my heart (2019)
- Missing Pieces (2019)

## Televisión
- Jeremy Vine Show
- X Factor UK (2018).
- Big Brother
- Eastenders
- The Bill (2005).
- Endeavour
- Silent Witness
- Home Alone (US Crime TV Show)/ (2016).

## Premios
Ganador del BEFFTA Award por Outstanding Young Achiever (2012)

## Modelo
Ha realizado varios trabajos como modelo, de los cuales destacan:
- Clothing Brand Mogul (2019).
- ASDA Clothing December (2017).
- Marsh & Parsons - BILLBOARDS (2017).
- THE VOICE magazine (2016).
- Single Muslims (2015).
- Image Source Library (2015).